# 光徳寺 (長野県南木曽町)
光徳寺（こうとくじ）は、長野県木曽郡南木曽町の妻籠宿にある臨済宗妙心寺派の寺院。山号は瑠璃山。中部四十九薬師霊場第二十一番、木曾西国三十三観音霊場二十八番、木曽七福神霊場(恵比寿)

## 歴史
明応9年(1500年)、悟渓宗頓の開山に始まるとされる。
しかし悟渓宗頓は、この年に大本山妙心寺の住持として遷化しているので、あくまで伝承の域を出るものではない。
寺伝によると、天正11年(1583年)、伊那郡の開善寺の性天宗廣が五間四方の薬師堂を建てて薬師如来を安置し隠居寺としたことに始まるという。中興開基は、山村道勇である。
光徳寺に関する最も古い史料は、慶長4年(1599年)閏三月の「瑠璃山光徳禅寺　本尊薬師瑠璃光如来奉刻彫勧進帳」で、本尊の薬師瑠璃光如来像は、木山による作と記されている。
また当山住持伝法沙門性天宗廣(花押)があることから一世は性天宗廣であることが分かる。
延宝6年(1678年)の『木曾中寺院改帳』には、「山城国妙心寺末寺、瑠璃山光徳寺。寺内ニ反三畝三歩除地　一、普賢堂一宇　一、庚申堂一宇」とある。
庫裡は、天和2年(1682年)に建てられたとの伝承があるが、現在の建物であるかは不明である。
貞享3年(1686年)の『妻籠宿覚書』の「宿割りの覚」に光徳寺の規模について以下の様に記されている。
方丈 五間六間南向き、 衣座　四間に弐間、 廊下　弐間に参間、庫裡　四間に六間、寺より庚申堂へ　十一間、衆寮　六間に南北弐間半東西。
享保3年(1718年)の『妻籠宿覚書』の「宿割」の中に、光徳寺方丈南向・衣座・廊下・庫裏、寺より庚申堂へ十一間、衆寮があったことを記している。
本堂は、享保10年(1725年)に、脇本陣の林恵海居士より再建された。扁額は山岡鉄舟の揮毫である。
方丈は、享保11年(1726年)11月に、村内から浄財を 七十六両三分 集めて現在の建物に改築している。
境内にあった枝垂桜は「祇園桜」と呼ばれ、九世の天涼が、三留野宿本陣の鮎沢氏の出で、その縁から和合遠山氏から貰った桜を植えたものであったが、枯れたため平成16年(2004年)に伐採された。
十二世の中外は石工の技に秀でた人物で、文化10年(1813年)、蘭川(あららぎがわ)の河原で見つけた「延命岩」を現在地まで運び上げ蓮華台を刻んで安置している。
十五世の遂應は美濃国稲葉郡の出身で、縁あって嘉永2年(1849年)光徳寺の法統を継いだが、優れた土木技術を持ち、明治になると細の山を開拓したり、舟ヶ島から渡島に至る「大明神井水」を自ら測量設計して開通させ、田を十町歩開墾した。明治20年(1887年)に66歳で没した。
明治初頭に吹き荒れた廃仏毀釈の動きは木曽谷にも波及しそうになったが、官兵に花山天皇より下賜された紫衣を示して、木曽の寺院を破壊から救った。
明治天皇の東下りの際には行在所となり栄誉に浴した。
明治4年(1871年)8月に描かれた光徳寺境内図には、外塀、如是庵、観音堂が描かれているが、荒廃したため観音像は本堂に移され、現在は存在していない。
本尊は秘仏で創建以来、開扉したことがないという。また眷属の十二神将も、干支を台座に彫る珍しい像である。
いづれも拝観はできないが、脇檀に西国三十三観音像を奉安している。
境内には奉納された無数の身代わり地蔵尊が並んでいる。

### 寺宝
- 光徳寺に残る人力車の祖型である「車付駕籠」(屋根：縦1.55m、横1.1m、高さ1.17m、柄の長さ2.6m、車輪直径1.05m）は遂應の発明である。

- 大般若経　寛文13年(1673年)～延宝7年(1679年)　600巻

- 本尊薬師瑠璃光如来奉刻彫勧進帳　(南木曽町指定文化財)

## 交通手段
- JR東海　中央本線　南木曽駅下車 徒歩40分